# Conductus
Conductus, em música medieval, é um tipo de composição vocal, sagrado mas não-litúrgico, para uma ou mais vozes. A palavra deriva do latim conducere (acompanhar). Era mais provavelmente cantado quando o leccionário era transportado do local onde era guardado até ao local onde era lido. O conductus foi um dos principais tipos de composição vocal do período da ars antiqua.
A forma é possivelmente originária do Sul de França, por volta de 1150, e chegou ao pico do seu desenvolvimento durante a actividade da Escola de Notre Dame no início do século XIII. A maioria das composições da grande colecção de manuscritos de meados do século XI, da Catedral de Notre-Dame de Paris, eram para duas ou três vozes
Os conductus eram também únicos no repertório de Notre Dame, por admitirem melodias seculares como fontes do material, apesar de melodias sagradas também serem usadas de maneira comum. Os assuntos para as canções eram por exemplo as vidas dos santos e a natividade de Jesus, entre outros. Um significante e interessante repertório de conductus, no fim do período, consistia em canções críticas dos abusos do clero. 
Quase todos os compositores de conductus eram anónimos. Alguns dos poemas, todos em latim, são atribuídos a poetas como Filipe, o Chanceler.
O estilo do conductus era normalmente rítmico, apropriado para música que acompanhava uma procissão, sendo quase sempre nota contra nota. Estilisticamente, era diferente da outra forma polifónica principal do período, o organum, no qual as vozes corriam a diferentes velocidades. No conductus, as vozes são cantadas juntas, num estilo conhecido como discant.